# Březinský rybník (Voleč)
Březinský rybník se nalézá asi 1 km západně od centra obce Voleč v okrese Pardubice při silnici I/36 vedoucí z Pardubic do Chlumce nad Cidlinou. Březinský rybník je jedním ze čtyř rybníků v obci. Rybník je využíván pro chov ryb.

## Galerie

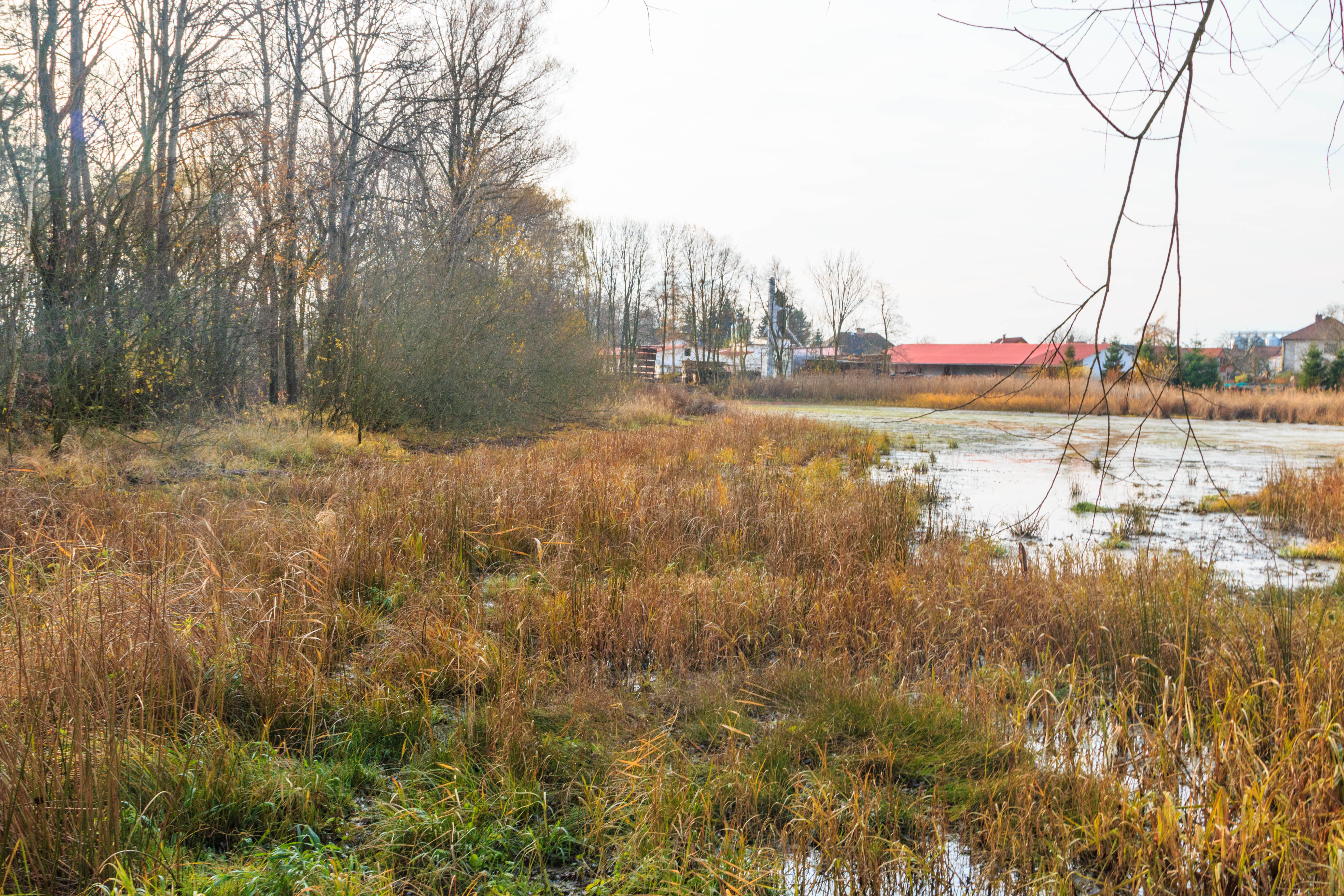
Březinský rybník pod rybníkem Beránek ve Volči
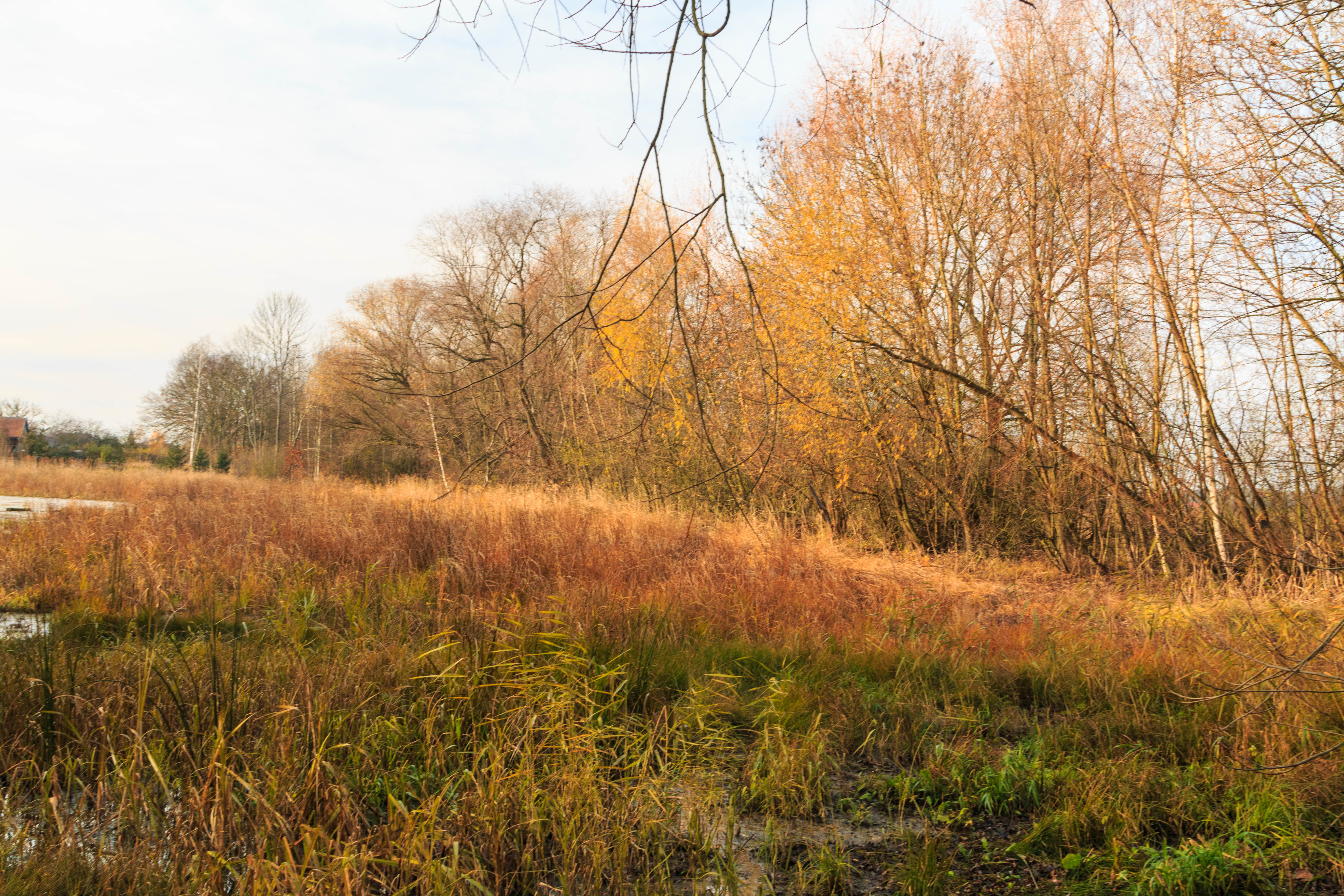
Březinský rybník pod rybníkem Beránek ve Volči
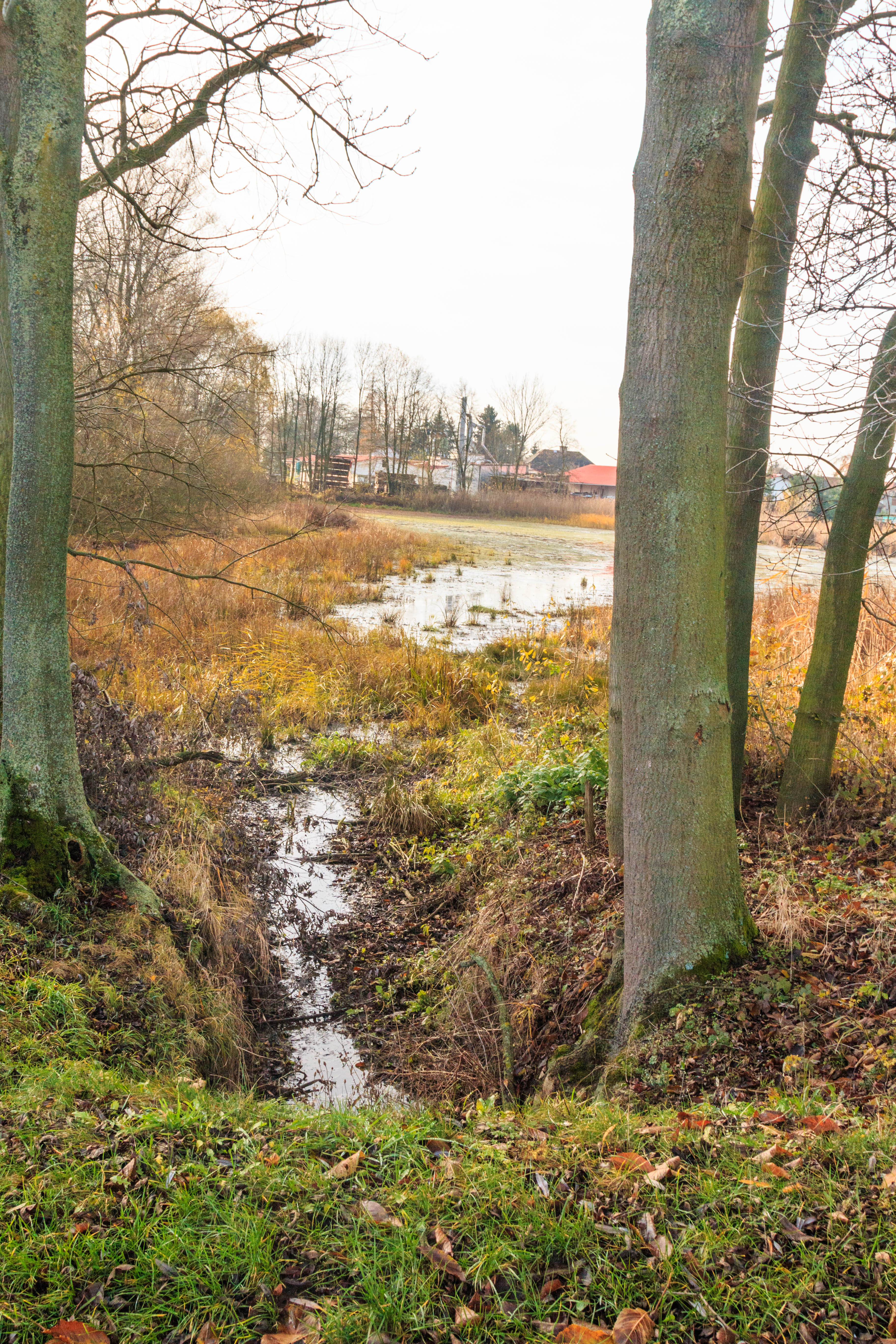
Březinský rybník pod rybníkem Beránek ve Volči